# Noxapater, Mississippi
Noxapater là một thành phố thuộc quận Winston, tiểu bang Mississippi, Hoa Kỳ. Năm 2010, dân số của thành phố này là 472 người.

## Dân số
- Dân số năm 2000: 419 người.
- Dân số năm 2010: 472 người.